# حفل افتتاح الألعاب البارالمبية الصيفية 2024

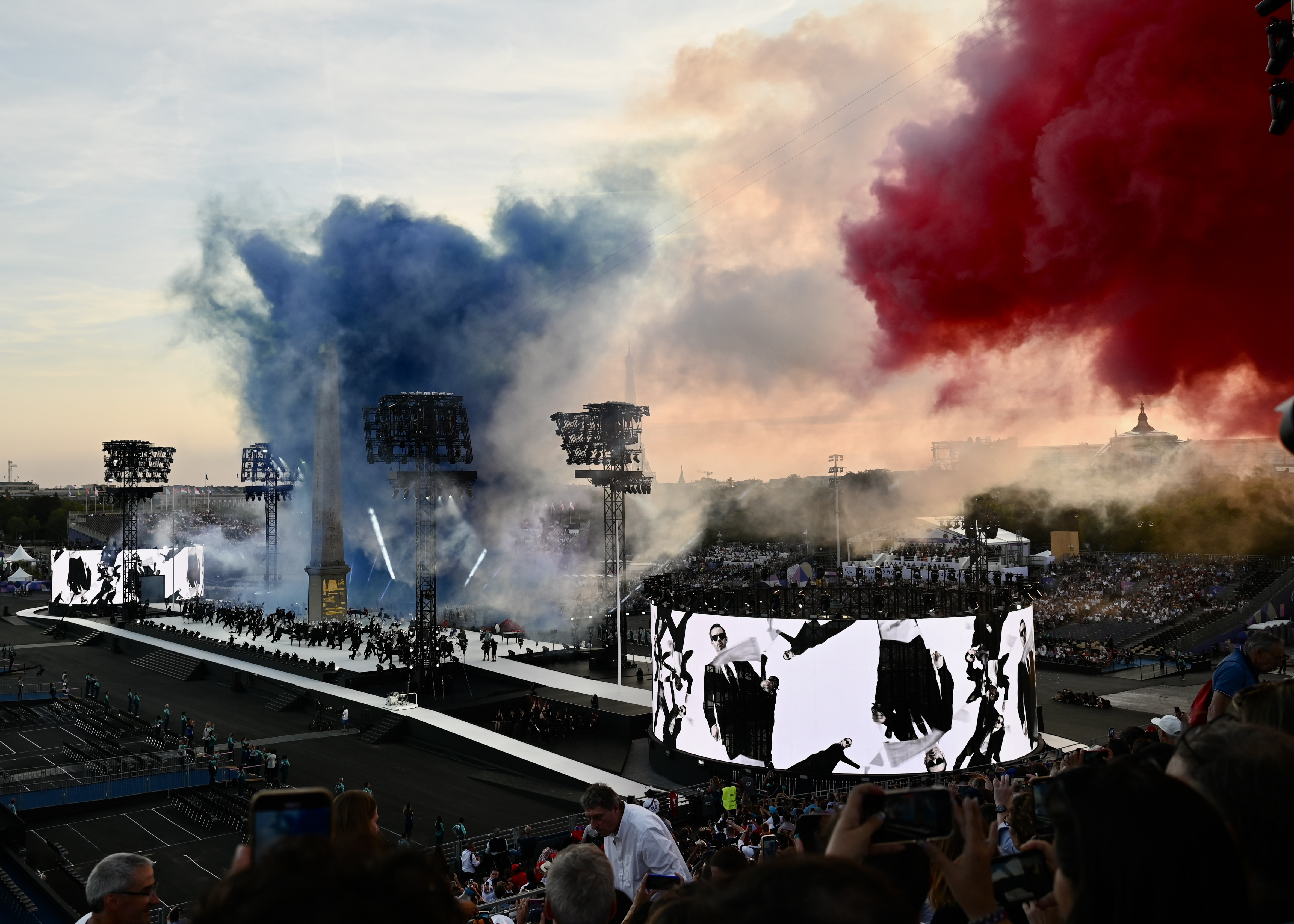

حفل افتتاح الألعاب البارالمبية الصيفية 2024- أقيم حفل الافتتاح الخاص بدورة الألعاب البارالمبية الصيفية 2024م مساء يوم 28 أغسطس 2024 في ساحة الكونكورد في باريس. وكانت هذه هي المرة الأولى التي يقام فيها حفل افتتاح دورة الألعاب البارالمبية خارج الملعب.  على غرار حفل افتتاح دورة الألعاب الأولمبية الصيفية 2024، وقد تم إخراج هذا الحدث من قبل توماس جولي. وكان موضوع الحفل حول جسم الإنسان و"التاريخ ومفارقاته"،  وشارك فيه أكثر من 500 راقص. 
أقيم عرض الأمم في شارع الشانزليزيه بدءًا من نقطة روند بوينت دي الشانزليزيه وانتهاءً بميدان الكونكورد .  بلغت المرحلة النهائية ذروتها مع تجمع العديد من حاملي الشعلة، الذين قاموا بعد ذلك بإشعال مرجل الألعاب البارالمبية، وهو عبارة عن حلقة مكونة من 40 مصباح ليد LED حاسوبي و200 موزع رذاذ ماء عالي الضغط، والذي توج بكرة هيليوم يبلغ ارتفاعها 30 مترًا تشبه منطاد الهواء الساخن، ترتفع في الهواء، وتذكرنا بتجارب الأخوين مونتجولفييه التي أدت إلى أول رحلة لبالون الهواء الساخن في عام 1783م.  وكان من بين المشاركين المغنية الفرنسية كريستين وفرقة كوينز.
وعلى العكس من حفل افتتاح الأولمبياد ، الذي جرى في الغالب تحت المطر، كان الطقس صافياً ومشمساً مع إمكانية مشاهدة غروب الشمس أثناء الحفل. كان الرياضيون يسيرون على شكل دائرة في ساحة الكونكورد، وليس على قوارب مائية.

## كبار الشخصيات
من الشخصيات التي حضرت الحفل كل من:.
| الدولة           | الاسم | المنصب                               |
| ---------------- | --- | ------------------------------------ |
| ألمانيا          | فرانك-فالتر شتاينماير إلكه بودنبندر                                                                         |                                      |
| أستراليا         | Sam Mostyn                                                                                                  | الحاكم العام                         |
| بلجيكا           | Astrid of Belgium لوينز                                                                                     | الأمير والأميرة                      |
| كندا             | ماري سيمون                                                                                                  | الحاكم العام                         |
| فرنسا            | إيمانويل ماكرون بريجيت ماكرون غابرييل عتال أميلي أوديا كاستيرا آن هيدالغو طوني إستانغيه Marie-Amélie Le Fur |                                      |
| آيسلندا          | Halla Tómasdóttir                                                                                           | الرئيس                               |
| إيطاليا          | سيرجيو ماتاريلا                                                                                             | الرئيس                               |
| ليتوانيا         | غيتاناس ناوسيدا                                                                                             | الرئيس                               |
| لوكسمبورغ        | Henri María Teresa                                                                                          | الدوق الأكبر                         |
| موناكو           | Albert II of Monaco                                                                                         | الأمير                               |
| المملكة المتحدة  | كير ستارمر                                                                                                  | رئيس الوزراء                         |
| الولايات المتحدة | تامي دوكوورث                                                                                                | نائب رئيس اللجنة الوطنية الديمقراطية |
| سلوفينيا         | روبرت غولوب                                                                                                 | رئيس الوزراء                         |
| جمهورية التشيك   | بيتر بيفل                                                                                                   | الرئيس                               |

### المنظمات الدولية
| منظمة                        | اسم           | عنوان |
| ---------------------------- | ------------- | ----- |
| اللجنة الدولية للصليب الأحمر | أندرو بارسونز | رئيس  |
| اللجنة الاولمبية الدولية     | توماس باخ     | رئيس  |

## الأناشيد
- لامارسييز النشيد الوطني لفرنسا
- نشيد الألعاب البارالمبية

## منظمي الحفل
- المدير الفني: توماس جولي
- مدير الموسيقى: فيكتور لي ماسني [الإنجليزية] [8]
- مصممو الرقص:
  - Maud Le Pladec [الإنجليزية] [8]
  - ألكسندر إيكمان [9]

## المعرض

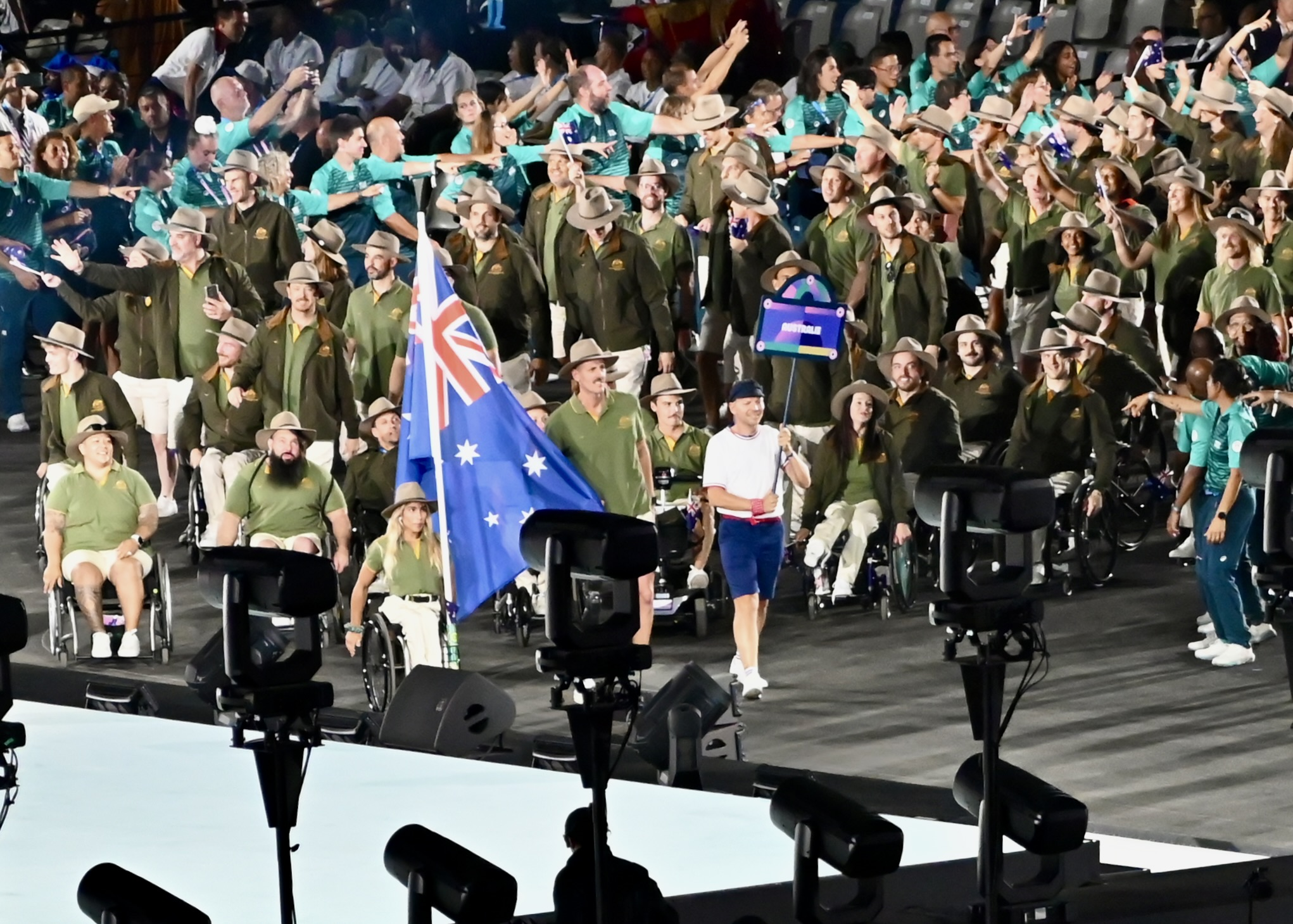
دخول الوحدة الحالية
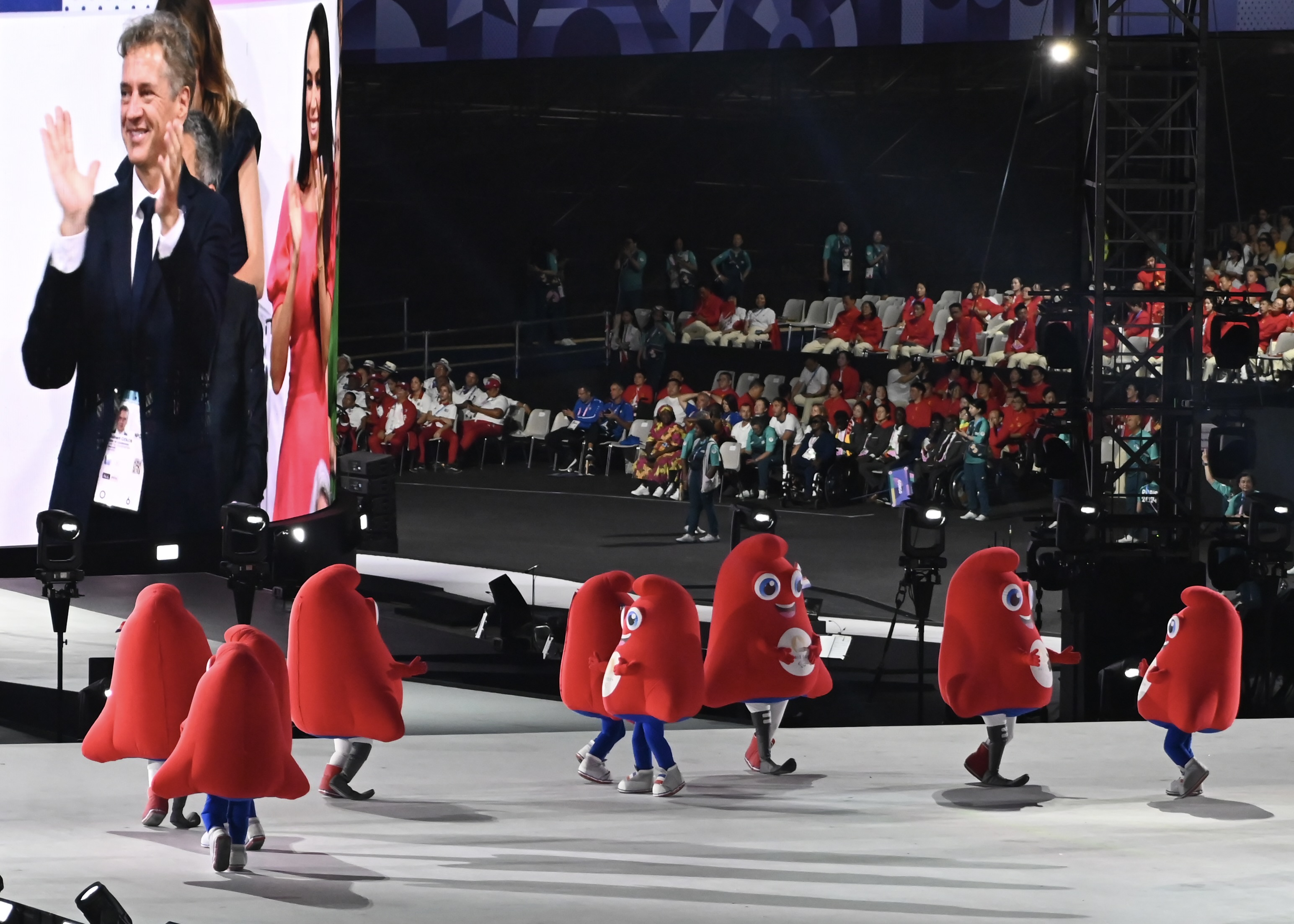
تميمة فريجيس الراقصة
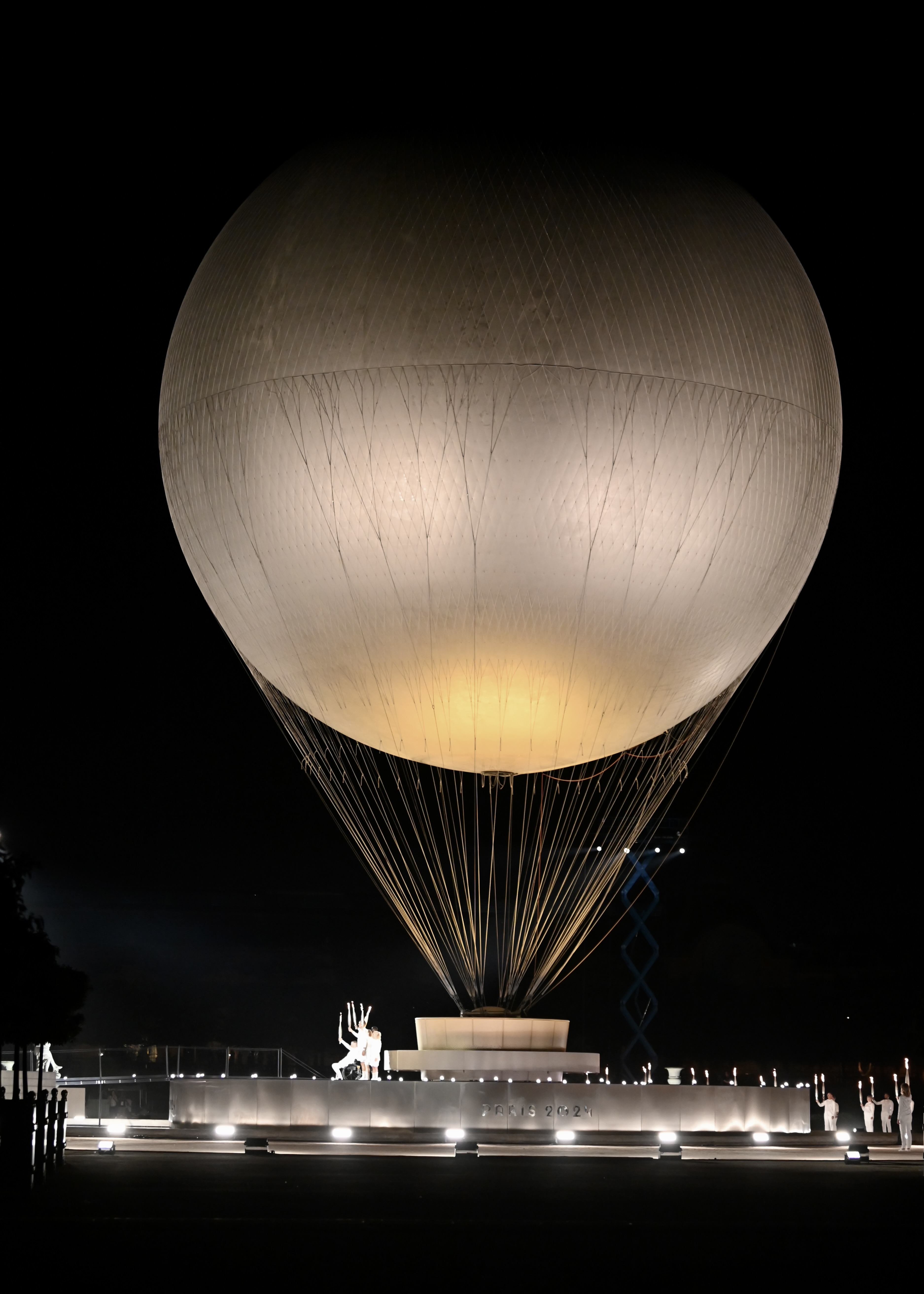
بالون شعلة البارالمبية